# アジアハイウェイ5号線
アジアハイウェイ5号線  は、アジアハイウェイの路線の一つである。 総延長は10,380km (16,705mi) で、中華人民共和国上海市を起点とし、カザフスタン、キルギス、ウズベキスタン、トルクメニスタン、アゼルバイジャン、ジョージアを経由して、イスタンブールの西方、トルコとブルガリアの国境近くで終点に至る。

## 経路

### 中華人民共和国
全長4,815km
- 京滬高速道路と滬蓉高速道路の重複区間（G2, G42）: 上海市 - 蘇州市 - 無錫市
- 滬蓉高速道路（G42）: 無錫市 - 南京市
- 滬陝高速道路（G40）: 南京市 - 信陽市 - 西安市
- 連霍高速道路（G30）: 西安市 - 蘭州市 - トルファン - ウルムチ - クイトゥン - ジン - コルガス - コルガス口岸

### カザフスタン

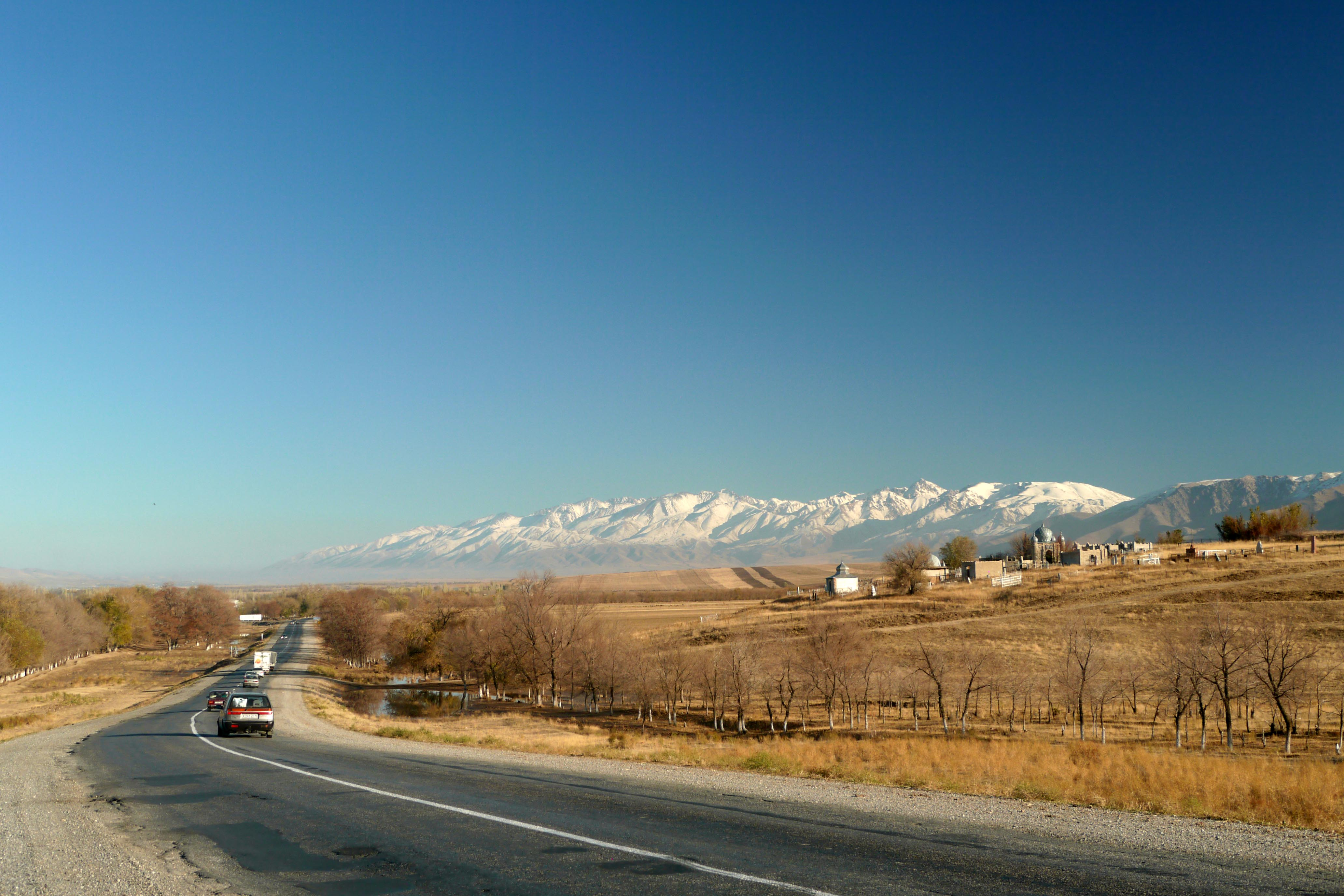
天山山脈付近のアジアハイウェイ5号線

全長1,033km
- A2国道（ドイツ語版） : アルマトイ州ジャルケント（英語版） - コクタル（英語版） - カプチャガイ - アルマトイ - カスケレン（英語版） - ジャンブール州コルダイ（英語版）
- M39国道 : コルダイ

### キルギス
全長126km
- M39国道 : チュイ州ルゴヴォエ - ビシュケク - カラバルタ - チャルダバル（キルギス語版）

### カザフスタン
- M39国道 : ジャンブール州ノボースクリーズノカ - メルケ（英語版）
- A2国道 : メルケ - タラズ - 南カザフスタン州シムケント - ジベックジョリ

### ウズベキスタン
全長677km
- M39国道 : タシュケント州チェルンヤヴカ - タシュケント - シルダリヤ州シルダリヤ - サマルカンド州サマルカンド
- M37国道 : サマルカンド - ナヴォイ州ナヴォイ - ブハラ州ブハラ
- M37国道（欧州自動車道路E60号線との重複区間） : ブハラ - アラト

### トルクメニスタン
全長1,227km
- M37国道（英語版）（欧州自動車道路E60号線との重複区間） : レバプ州アラト - ファラップ（英語版） - テュルクメナバート - マル州マル - アハル州テジェン - アシガバート - バルカン州セルダル - トルクメンバシ - カスピ海

### アゼルバイジャン
全長515km
- M2幹線道路（ドイツ語版）（ アジアハイウェイ8号線、欧州自動車道路E60号線、E119号線との重複区間） : バクー - アラット（英語版）
- M2幹線道路（欧州自動車道路E60号線との重複区間） : アラット - ハジュガブル県（英語版）ハジュガブル（英語版） - ギャンジャ - ガザフ県ガザフ（英語版） - 赤い橋

### ジョージア

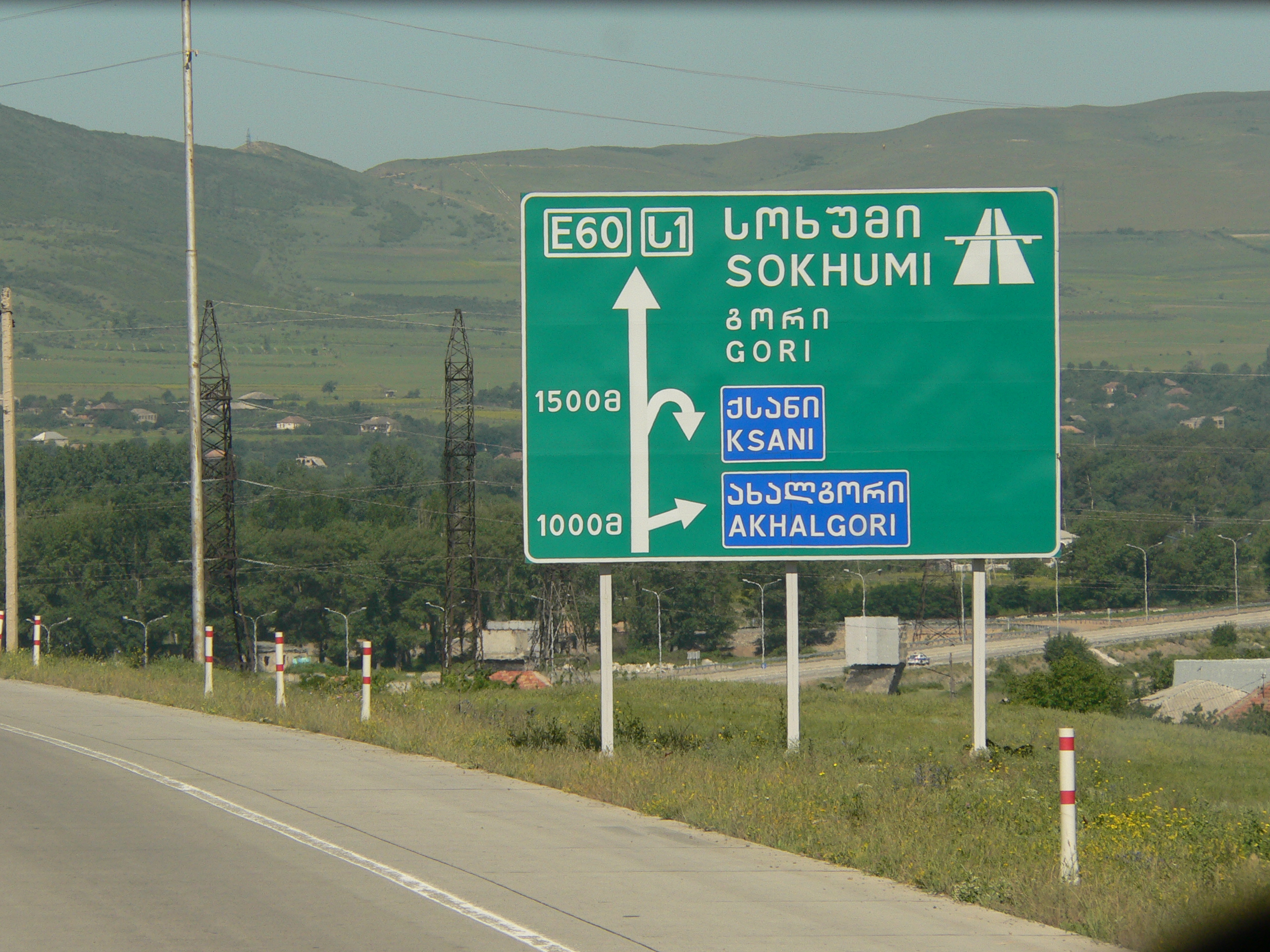
ジョージア国内の欧州自動車道路E60号線との重複区間

全長489km
- S4高速道路（英語版）（欧州自動車道路E60号線との重複区間） : カヘティ州赤い橋 - トビリシ
- S9高速道路（英語版）（欧州自動車道路E60号線との重複区間） : トビリシ
- S1高速道路（英語版）（欧州自動車道路E60号線との重複区間） : トビリシ - ムツヘタ＝ムティアネティ州ムツヘタ - シダ・カルトリ州カシュリ（英語版） - サメグレロ＝ゼモ・スヴァネティ州セナキ
- S2高速道路（欧州自動車道路E60号線との重複区間） : セナキ - ポティ
- S2高速道路（欧州自動車道路E70号線（英語版）との重複区間） : ポティ - アジャリア自治共和国バトゥミ - サルピ（英語版）

### トルコ

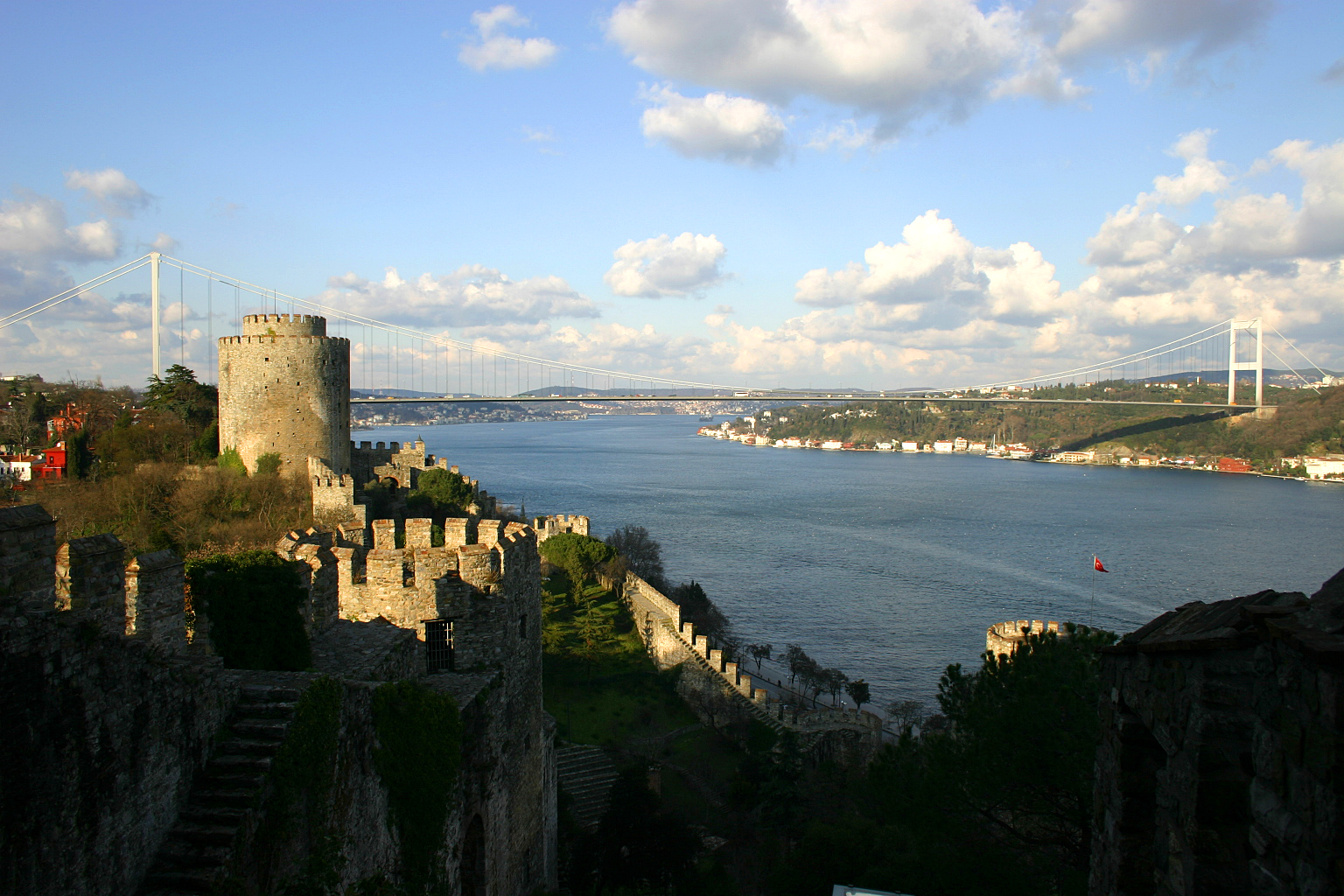
ルメリ・ヒサルとファーティフ・スルタン・メフメト橋

全長960km
- D010国道（英語版）（欧州自動車道路E70号線との重複区間） : アルトヴィン県サルピ - トラブゾン県トラブゾン - サムスン県サムスン
- D795国道（トルコ語版）（欧州自動車道路E95号線との重複区間） : サムスン - ハブザ（英語版）
- D100国道（英語版）（欧州自動車道路E95号線との重複区間） : ハブザ - アマスィヤ県メルジフォン（英語版） - ボル県ゲレデ（英語版）
- オトヨル 4（英語版）（ アジアハイウェイ1号線、欧州自動車道路E80号線との重複区間） : ゲレデ - イスタンブール県イスタンブール
- オトヨル 2（英語版）（ アジアハイウェイ1号線、欧州自動車道路E80号線との重複区間） : イスタンブール - ファーティフ・スルタン・メフメト橋
- オトヨル 3（英語版）（ アジアハイウェイ1号線、欧州自動車道路E80号線との重複区間） : ファーティフ・スルタン・メフメト橋 - イスタンブール - エディルネ県エディルネ
- D100国道（ アジアハイウェイ1号線、欧州自動車道路E80号線との重複区間） : エディルネ - カプクレ - ブルガリア国境 (北緯41度43分5秒 東経26度21分7.7秒 / 北緯41.71806度 東経26.352139度)

## 国境
| 通過国1          | 通過国2          | 位置                                                                    |
| ---------------- | ---------------- | ----------------------------------------------------------------------- |
| 中華人民共和国   | カザフスタン     | 北緯44度12分46.7秒 東経80度24分02.3秒 / 北緯44.212972度 東経80.400639度 |
| カザフスタン     | キルギス         | 北緯43度01分31.2秒 東経74度42分16.8秒 / 北緯43.025333度 東経74.704667度 |
| キルギス         | カザフスタン     | 北緯42度49分23.1秒 東経73度30分39.2秒 / 北緯42.823083度 東経73.510889度 |
| カザフスタン     | ウズベキスタン   | 北緯41度28分01.3秒 東経69度21分23.3秒 / 北緯41.467028度 東経69.356472度 |
| ウズベキスタン   | トルクメニスタン | 北緯39度13分15.8秒 東経63度42分55.2秒 / 北緯39.221056度 東経63.715333度 |
| トルクメニスタン | アゼルバイジャン | カスピ海                                                                |
| アゼルバイジャン | ジョージア       | 北緯41度19分42.9秒 東経45度04分16.3秒 / 北緯41.328583度 東経45.071194度 |
| ジョージア       | トルコ           | 北緯41度31分13.7秒 東経41度32分52.3秒 / 北緯41.520472度 東経41.547861度 |
| トルコ           | （ ブルガリア）  | 北緯41度43分5秒 東経26度21分7.7秒 / 北緯41.71806度 東経26.352139度      |

## 参考資料
- 国土交通省 - 政策・仕事 - 国際：アジアハイウェイ路線